# Суходольский (Тюменская область)
Суходольский — упразднённый посёлок находившаяся в подчинении Ленинского района городского округа город Тюмень Тюменской области. В 2004 году включен в состав города и исключен из учётных данных. Данное постановление фактически узаконило решение о включении посёлка в состав города принятое в 1996 году.

## География
Посёлок располагается на юге Тюмени, в квадрате образованном улицами Монтажников, Пермякова, Широтная и Федюнинского.

## Население
| 1989 | 2002 |
| ---- | ---- |
| 397  | ↘94  |

Национальный состав
Согласно результатам переписи 2002 года, в национальной структуре населения русские составляли 86 %